# Баркер Хајтс (Северна Каролина)
Баркер Хајтс (енгл. Barker Heights) насељено је место без административног статуса у америчкој савезној држави Северна Каролина.

## Демографија
По попису из 2010. године број становника је 1.254, што је 17 (1,4%) становника више него 2000. године.
| Група             | 2000.       | 2010.       |
| Белци             | 871 (70,4%) | 710 (56,6%) |
| Афроамериканци    | 60 (4,9%)   | 60 (4,8%)   |
| Азијати           | 18 (1,5%)   | 6 (0,5%)    |
| Хиспаноамериканци | 264 (21,3%) | 456 (36,4%) |
| Укупно            | 1.237       | 1.254       |